# Swiss Open Gstaad 2022
Swiss Open Gstaad 2022 là một giải quần vợt nam thi đấu trên mặt sân đất nện ngoài trời. Đây là lần thứ 54 Giải quần vợt Thụy Sĩ Mở rộng được tổ chức, và là một phần của ATP Tour 250 trong ATP Tour 2022. Giải đấu diễn ra tại Roy Emerson Arena ở Gstaad, Thụy Sĩ, từ ngày 18 đến ngày 24 tháng 7 năm 2022.

## Điểm và tiền thưởng

### Phân phối điểm
| Sự kiện | VĐ  | CK  | BK | TK | Vòng 1/16 | Vòng 1/32 | Q  | Q2 | Q1 |
| Đơn     | 250 | 150 | 90 | 45 | 20        | 0         | 12 | 6  | 0  |
| Đôi     | 250 | 150 | 90 | 45 | 0         | —         | —  | —  | —  |

### Tiền thưởng
| Sự kiện | VĐ      | CK      | BK      | TK      | Vòng 1/16 | Vòng 1/32 | Q2     | Q1     |
| Đơn     | €41,145 | €29,500 | €21,000 | €14,000 | €9,000    | €5,415    | €2,645 | €1,375 |
| Đôi*    | €15,360 | €11,000 | €7,250  | €4,710  | €2,760    | —         | —      | —      |

*mỗi đội

## Nội dung đơn

### Hạt giống
| Quốc gia | Tay vợt               | Xếp hạng1 | Hạt giống |
| -------- | --------------------- | --------- | --------- |
| NOR      | Casper Ruud           | 5         | 1         |
| ITA      | Matteo Berrettini     | 15        | 2         |
| ESP      | Roberto Bautista Agut | 20        | 3         |
| ESP      | Albert Ramos Viñolas  | 38        | 4         |
| ESP      | Pedro Martínez        | 51        | 5         |
| CHI      | Cristian Garín        | 56        | 6         |
| FRA      | Hugo Gaston           | 58        | 7         |
| POR      | João Sousa            | 60        | 8         |

- † Bảng xếp hạng vào ngày 11 tháng 7 năm 2022[2]

### Vận động viên khác
Đặc cách:
- Marc-Andrea Hüsler
- Alexander Ritschard
- Dominic Stricker

Vượt qua vòng loại:
- Yannick Hanfmann
- Nicolás Jarry
- Juan Pablo Varillas
- Elias Ymer

Bảo toàn thứ hạng:
- Dominic Thiem [3]

### Rút lui
- Arthur Rinderknech → thay thế bởi  Bernabé Zapata Miralles

## Nội dung đôi

### Hạt giống
| Quốc gia | Tay vợt              | Quốc gia | Tay vợt              | Xếp hạng1 | Hạt giống |
| -------- | -------------------- | -------- | -------------------- | --------- | --------- |
| BRA      | Rafael Matos         | ESP      | David Vega Hernández | 77        | 1         |
| URU      | Ariel Behar          | KAZ      | Andrey Golubev       | 82        | 2         |
| BEL      | Sander Gillé         | BEL      | Joran Vliegen        | 96        | 3         |
| KAZ      | Aleksandr Nedovyesov | PAK      | Aisam-Ul-Haq Qureshi | 111       | 4         |

- † Bảng xếp hạng vào ngày 11 tháng 7 năm 2022

### Vận động viên khác
Đặc cách:
- Jacopo Berrettini /  Matteo Berrettini
- Marc-Andrea Hüsler /  Dominic Stricker

Thay thế:
- Vít Kopřiva /  Pavel Kotov
- Elias Ymer /  Mikael Ymer

### Rút lui
- Jacopo Berrettini /  Matteo Berrettini → thay thế bởi  Vít Kopřiva /  Pavel Kotov
- Benoît Paire /  João Sousa → thay thế bởi  Elias Ymer /  Mikael Ymer

## Nhà vô địch

### Đơn
- Casper Ruud đánh bại  Matteo Berrettini, 4–6, 7–6(7–4), 6–2

### Đôi
- Tomislav Brkić /  Francisco Cabral đánh bại  Robin Haase /  Philipp Oswald, 6–4, 6–4